# Zeit im Bild
Zeit im Bild (im Logo ZIB, sonst auch ZiB) ist seit Dezember 1955 der Name für die national und international orientierten Fernsehnachrichtensendungen des Österreichischen Rundfunks.

## Geschichte

### Von der Entstehung bis zur Programmreform 2007
Fernsehen wurde in Österreich zu dessen Anfängen dreimal, ab 1. Jänner 1957 sechsmal pro Woche gesendet. Erstmals schien am 26. November 1955 für 20:30 Uhr – als einzige Sendung an dem Tag – ein Bild des Tages im Fernsehprogramm auf.
Die Geschichte der als Zeit im Bild (ZIB, oft auch als ZiB geschrieben) genannten Sendung begann am 5. Dezember 1955. An diesem Tag wurde um 17:00 Uhr und um 19:00 Uhr Die Zeit im Bild ausgestrahlt.
Die Sendung war nach dem Vorbild der Nine O’Clock News der BBC von Beginn an als Sprechersendung konzipiert, bei der ein Nachrichtensprecher vor der Kamera die Meldungen liest; sie dauerte etwa 30 Minuten. Der Sendungstitel „Zeit im Bild“ geht auf den Fernsehjournalisten und späteren ORF-Generalintendanten Teddy Podgorski zurück:

„Ich hätte gerne Tantiemen von der ZiB für den Titel! Dabei ist der Name wirklich nichts Besonderes. Ich habe ihn mir damals kaum vorzuschlagen getraut, weil er so altvaterisch klingt. Fernsehchef Freund meinte: Na ja, gut ist er nicht, aber lassen wir ihn einstweilen einmal. Und wie man sieht: Ein österreichisches Provisorium hält lange.“

Ab 3. Februar 1975 wurde die Nachrichtensendung im 1. Fernsehprogramm (FS 1) um 19:30 Uhr in Zeit im Bild 1 umbenannt und durch die Zeit im Bild 2 im 2. Programm (FS 2) ergänzt. Sie hatten abhängig vom Vorprogramm unterschiedliche Beginnzeiten und unterschiedliche Länge. Die ZIB 1 war von Anfang an als „Newsshow“ bzw. „Studiosendung“ konzipiert. Information wurde mit Unterhaltung vermischt, es mussten nicht alle Elemente der Berichterstattung enthalten sein und statt vieler kurzer Informationseinheiten strebte man eine längere und gründlichere Hintergrundberichterstattung an. Es gab einen Meldungsüberblick, und über das „Thema des Tages“ wurde dann ausführlicher berichtet. Bei der ZIB 2 waren nicht Sprecher, sondern Moderatoren zuständig, wie die ersten Moderatoren der Sendungen Dieter Seefranz und Günther Ziesel, die für ihr Handeln weitgehend selbst verantwortlich waren. Zu dieser Zeit wurde auch die Bluescreen-Technik eingeführt.
Ab 22. Oktober 1979 wurde die Zeit im Bild 1 in beiden Kanälen durchgeschaltet, was fast drei Jahrzehnte lang – bis 2007 – so bleiben sollte. Die ZIB 2 wurde nun unter dem Sendungstitel Zehn vor zehn (21:50 bis 22:20 Uhr) ausgestrahlt. Dies war nun eine konventionelle Spätabend-Nachrichtensendung mit Hintergrundcharakter – ohne Studioaktionen. Neben den aktuellen Meldungen wurden vor allem erläuternde und informative Hintergrundberichte angeboten. Gegenüber der ZIB 1 gab es mehr Raum für Filmberichte, Liveinterviews im Studio oder Schaltgespräche. Es wurden auch schon Teleprompter eingesetzt.
1984 wurde ein Newsdesk („Newsroom“) eingerichtet, in dem alle an der Produktion von Nachrichten beteiligten Personen in einem Raum versammelt waren, um bessere interne Kommunikation zu ermöglichen. Dem internationalen Trend folgend wurde auf reine Sprecher verzichtet und es wurden nur mehr professionelle Journalisten als Moderatoren eingesetzt. Die bisher in Variationen verwendete Titelmelodie wurde durch Variationen des Donauwalzer-Dreiklangs ersetzt.
Ab 26. März 1984 wurde Zehn vor zehn wieder in Zeit im Bild 2 rückbenannt und der Sendetermin auf 21:15 Uhr (Montag bis Freitag) verlegt. Die Sendung wurde zugunsten einer erweiterten Kulturberichterstattung mit dem Kulturjournal um zehn Minuten auf 20 Minuten gekürzt. Beabsichtigt war vor allem, jene Neuigkeiten zu bringen, die in der ZIB 1 nicht mehr berücksichtigt werden konnten. Robert Hochner wurde Chef der Sendung. Ab 28. September 1987 wurde die Ausstrahlung der ZIB 2 auf die bis heute gültige Beginnzeit 22:00 Uhr verlegt.
1990 wurde ein neues Konzept für die ZIB 2 entworfen: Die Sendung sollte eine ausgewogene Mischung aus Nachrichten, Hintergrundinformation und unterhaltenden Elementen sein. Besonderen Stellenwert bekamen Live-Elemente, und der Studiocharakter wurde wieder eines der wesentlichen Gestaltungsmerkmale. Waren bis dahin alle Redaktionen zusammengelegt gewesen, so gab es jetzt für jede Sendung einen eigenen stellvertretenden Chefredakteur. Zum 1. Jänner 1991 wurde die ZIB 1 in Zeit im Bild, Ausgabe 19:30 und die ZIB 2 in Zeit im Bild, Ausgabe 22:00 umbenannt. Damit sollte verdeutlicht werden, dass es keine Bevorzugung oder Benachteiligung durch Wertungen wie 1 oder 2 mehr gibt.
Von 1998 bis 2007 gab es eine dritte Redaktion für die tägliche Zeit im Bild 3 um Mitternacht. Für die Entwicklung dieser erhielt Journalist Johannes Fischer 1999 den österreichischen Fernsehpreis Romy für die beste Programmidee.
Der Newsroom von 1984 war auf zwei produzierte Nachrichtensendungen pro Tag ausgerichtet. Nach den Terroranschlägen am 11. September 2001 wurde allerdings 43 Stunden lang ununterbrochen berichtet, im Jahr 2001 gab es insgesamt 120 ZIB-Sondersendungen. Am 2. Mai 2002 wurde deswegen ein neuer Newsroom in Betrieb genommen, der es logistisch und technisch erlaubte, bei erhöhter Ereignisdichte rund um die Uhr zu senden.
War zuvor einige Zeit lang ein wöchentlich wechselndes Moderatorenpaar (m/w) eingesetzt worden, so kehrte man ab 14. Oktober 2002 wieder zur Einzelmoderation zurück. Kurze Zeit gab es auch eine ZIB um 12 Uhr, diese wurde im Frühjahr 2002 aus Kostengründen wieder eingestellt.
Seit 5. Juli 2004 sind die ZIB-Sendungen auch digital und unverschlüsselt europaweit über Astra auf ORF 2 Europe zu empfangen.

#### Grundstrukturierung vor 2007
- Die ZIB 1 wurde täglich um 19:30 Uhr auf ORF 1 und ORF 2 ausgestrahlt und war die meistgesehene Nachrichtensendung in Österreich. Sie thematisierte aktuelle Nachrichten aus dem In- und Ausland und bot täglich eine Kulturberichterstattung.
- Die ZIB 2 wurde von Montag bis Freitag um 22:00 Uhr auf ORF 2 gesendet und auf 3sat durchgeschaltet. Um 22:25 Uhr wurden die Zuseher von 3sat verabschiedet. Die ZIB 2 ist als Journalsendung konzipiert, bei der neben Nachrichten auch Hintergrundberichte, Diskussionen mit Studiogästen und Liveschaltungen gezeigt werden.
- Am Wochenende wurde statt der ZIB 2 eine Spätausgabe der ZIB mit einem der ZIB-1-Moderatoren gesendet.
- Bis 2007 wurde um Mitternacht die ZIB 3 auf ORF 2 gesendet und war als Konkurrenz zu den Nachrichtenangeboten der Privatsender boulevardlastiger konzipiert. Häufiges Element der Sendung waren Streitgespräche zu aktuellen Themen.
- Zusätzlich strahlte ORF 2 noch weitere Kurznachrichtensendungen unter dem Sendungstitel ZIB mit dem jeweiligen Suffix um 9:00, 13:00 und 17:00 Uhr aus. Die Ausgaben um 9:00 und 13:00 Uhr werden auch von 3sat übertragen.
- Seit 2004 strahlte ORF 1 im Nachmittags- und Abendprogramm Kurznachrichtensendungen unter dem Titel newsflash aus.
- Sondersendungen wurden als ZIB SPEZIAL zu bedeutenden österreichischen oder internationalen Ereignissen gesendet.
- 1985 bis 1997 produzierte der ORF mit der Mini-ZiB auch eine Nachrichtensendung für Kinder. Diese wurde später durch die Confetti News im Kinderprogramm Confetti TiVi ersetzt.

### Seit der Programmreform 2007
Im Frühjahr 2007 wurde das tägliche Nachrichtenangebot im ORF umstrukturiert und erweitert. Die wesentlichste Änderung war nach Diskussionen in der Redaktion die Aufgabe der Durchschaltung der Zeit im Bild um 19:30 Uhr auf beide Kanäle. Die Ausstrahlung erfolgt seither nur mehr auf ORF 2, was infolgedessen zu einem (weiteren) Verlust an Marktanteilen am Vorabend führte. Darauf angesprochen, wurde der ZiB-2-Moderator Armin Wolf 2013 in der Zeitschrift profil zitiert mit:

„Im Nachhinein glaube ich, dass es ein Fehler war. Wir wollten mit Unterhaltung auf ORF 1 Leute halten, die sonst zu RTL oder ProSieben wandern. Es stellte sich aber heraus, dass die meisten Jungen nicht für die „ZiB“ auf ORF 2 umschalten.“

Weitere Änderungen waren:
- Die newsflash wurde in ZIB Flash umbenannt, und die Sendung wurde auch samstags und sonntags ausgestrahlt.
- Die ZIB 20 täglich um 20 Uhr auf ORF 1 wurde in Konkurrenz zu den erfolgreichen ProSieben AustriaNews konzipiert, zu denen in der Zeit davor viele, meist jüngere Zuschauer abgewandert waren. Durch die abgeschaffte Durchschaltung der Zeit im Bild übernahm die ZIB 20 die Funktion als Abendnachrichtensendung auf ORF 1. In etwa sieben Minuten stellte sie eine kompakte Tageszusammenfassung mit den wichtigsten Nachrichten aus Politik, Wirtschaft, Chronik, Kultur und Sport für die Zielgruppe 12 bis 49 dar. Insgesamt wurden oft nicht mehr als fünf Beiträge gezeigt.
- Das 20-minütige Mitternachtsmagazin ZIB 24, ausgestrahlt von Montag bis Freitag um etwa 24 Uhr auf ORF 1, ersetzte die bisherige ZIB 3 auf ORF 2.

Am 8. März 2009 bekamen die ZIB-Sendungen auf ORF 1 ein neues Design. Ab 4. März 2013 wurden die ZIB-Sendungen nicht nur im ORF-1-Design, sondern auch aus einem neuen Studio präsentiert. Zudem wurde der gesamte Vorabend auf ORF 1 neu gestaltet und das ZIB-Magazin geschaffen, das direkt vor der ZIB 20 zu sehen war. Es wurde abwechselnd von Christiane Wassertheurer und Gerhard Maier moderiert. Vor der ZIB 20 gibt es seither das ORF 1-Wetter. Um 20:08 Uhr wird im Rahmen der ZIB 20 der ZIB 20-Sport mit einer kurzen Zusammenfassung der tagesaktuellen Sportereignisse ausgestrahlt.
Im Februar 2014 wurde zum ersten Mal die Diskussionssendung ZIB 24 Talk ausgestrahlt.
Mit 19. Jänner 2015 beginnend erfolgte ein Relaunch der ZIB-Schiene:
- Das große Studio, das bisher aufgeteilt war in den rechten Teil für die ZIB-Sendungen und den linken für die Magazinsendungen wie die heute-Sendungen, hat eine neue 360°-Videowand erhalten und wird nun von der ZIB im gesamten Bereich bespielt.
- Die Darstellung der als Markenzeichen bereits vorhandenen „Weltkugel“ wurde durch das Einspielen neuer NASA-Satellitenbilder verbessert.
- Das Design wurde nach Darstellung des ORF mit brillanteren Farben aufgefrischt. Die Grafikelemente und die Signation wurden adaptiert, so hat das ZIB-Logo nun einen an das ORF-Logo erinnernden roten Hintergrund anstelle des jahrzehntelang verwendeten blauen.
- Es sollte eine stärke Konzentration auf Hintergründe zu tagesaktuellen Themen hin erfolgen.

#### Neuerungen 2019
- Seit 13. Jänner 2019 wird auch sonntags eine Ausgabe der ZIB 2 unter dem Titel ZIB 2 am Sonntag um 21:50 Uhr auf ORF 2 ausgestrahlt. Diese wird normalerweise von Martin Thür moderiert.
- Mit 8. April 2019 wurden die ZIB-Ausgaben von Montag bis Freitag auf ORF 1 neu strukturiert. Um 18:00 Uhr wird nun die neue 8-minütige ZIB 18 gesendet, wodurch die vorherige 18:00 Uhr-Ausgabe des ZIB Flash auf 17:05 vorverlegt wurde. Anschließend wird ab 18:10 Uhr mit Magazin 1 eine neue ausführlichere Informationssendung ausgestrahlt, welche das ZIB Magazin ersetzt. Die ZIB 24 wurde in ZIB Nacht umbenannt und wurde nun eine knappe Stunde früher (Beginnzeit meist zwischen 22:40 Uhr und 23:20 Uhr) gesendet.

#### Neuerungen 2020
- Die Sendezeit der ZIB 1 wurde aufgrund der COVID-19-Pandemie in Österreich ab Mitte März 2020 verlängert. Sie wurde ab demselben Zeitpunkt neben ORF 2 auch auf ORF 1 ausgestrahlt. Die Durchschaltung auf ORF 1 wird seither unabhängig vom Pandemiestatus beibehalten, wodurch die vorher auf ORF 1 ausgestrahlte ZIB 20 eingestellt wurde.[12]
- Am 6. Mai 2020 ersetzte Tobias Pötzelsberger Johannes Marlovits als Moderator der Zeit im Bild 1. Dieser Wechsel war ursprünglich gemeinsam mit einem neuen Erscheinungsbild und zusätzlichen inhaltlichen Schwerpunkten schon für Ostern 2020 geplant, wurde aber wegen der Coronavirus-Pandemie verschoben. Johannes Marlovits bleibt als Redakteur der Fernsehinformation tätig.[13][14] Das neue Erscheinungsbild folgte am 27. September 2020 mit erneuerter Kennmelodie und großer weißer Schrift bei den Einblendungen. Der bisher besonders auf das Börsengeschehen gerichtete Wirtschaftsteil der ZIB 13 wird nun allgemeiner gestaltet. Anstatt der bisherigen Präsentation im Stehen sitzen die Moderatoren des Wirtschaftsteils nun neben dem Hauptmoderator. Ebenfalls in neuem Erscheinungsbild präsentieren sich seit 28. September die Chronikmagazine Mittag in Österreich und Aktuell in Österreich, die zu Aktuell nach eins beziehungsweise Aktuell nach fünf umbenannt wurden. Der neue bläuliche Farbton der Magazine stellt eine optische Anpassung an die Zeit im Bild dar.[15]

Temporäre Anpassungen während der COVID-19-Pandemie
Von Mitte März bis 28. Juni 2020 wurde die ZIB 1 zusätzlich auf ORF SPORT + und bis 30. März 2020 auch auf ORF III durchgeschaltet. Außerdem wurde auf ORF 1 von 18. März bis 3. Juli 2020 von Montag bis Freitag dreimal täglich zwischen 9 und 12:15 Uhr eine dreiminütige für Schulkinder adaptierte „ZIB Zack“ im Rahmen der „ORF1-Freistunde“ vom Kinder- und Jugendprogramm ausgestrahlt. Ein abwechselndes Moderatorenteam der ZIB-Redaktion war vom 23. März 2020 bis zum Ende der Ausgangsbeschränkungen am 30. April 2020 freiwillig innerhalb des ORF-Zentrums isoliert. In den ersten beiden Wochen waren dies Armin Wolf, Nadja Bernhard, Tarek Leitner und Margit Laufer und ab der dritten Woche noch Martin Thür. Später bestand das Moderatorenteam aus Susanne Höggerl, Johannes Marlovits und Tobias Pötzelsberger.

#### Neuerungen 2023
Seit dem 25. Februar 2023 werden die ZIB-Sendungen, das ZIB-Wetter, sowie die Chronikmagazine Aktuell nach eins und Aktuell nach fünf, nach fast 21 Jahren, aus einem komplett neuen Studio gesendet, in dem zuvor schon seit Dezember 2022 die Sendung Pressestunde gesendet wurde. Unter anderem wurde nach 16 Jahren wieder die ZIB 3 eingeführt, die, anders als früher, nun auf ORF 1 gesendet wird und die bisherige ZIB Nacht ersetzt. Weiters wird die 2019 eingeführte ZIB 2 am Sonntag nun wie an den anderen Tagen einfach ZIB 2 genannt. Ebenso sind seitdem für alle Sendungen Roboterkameras im Einsatz.
Die Sendung geriet im Oktober 2023 wegen seiner Berichterstattung für Kinder zu den Terrorangriffen der Hamas und dem darauf folgenden Gaza-Krieg in Kritik. So berichtete der ORF in der ZIB Zack mini in einer Art und Weise, die den Terror der Hamas relativiere. Der ORF nahm daraufhin die Sendung aus der TVthek und entschuldigte sich öffentlich dafür.

#### Neuerungen 2024
Seit dem 2. September 2024 gibt es einen eigenen Youtube-Kanal der Zeit im Bild. Zuständig für den Kanal sind die Redakteure der ZIB 3, die im Gegenzug mit Ende August 2024 nach 1,5 Jahren wieder abgeschafft wurde. Sie wird nun durch eine ZIB flash Sendung ersetzt.

## Derzeitige Ausgaben
| Sendung       | Sendezeit                                                         | Länge         | Sender          | Zusatzinformationen |
| ------------- | ----------------------------------------------------------------- | ------------- | --------------- | --- |
| ZIB 7:00/8:00 | MO–FR, 07:00 und 08:00                                            | ca. 8 min     | ORF 2           | wird im Rahmen des Frühstücksfernsehens Guten Morgen Österreich gesendet, Ausgabe um 08:00 Uhr wird auch von 3sat übertragen                                                                |
| ZIB 7:30/8:30 | MO–FR, 07:30 und 08:30                                            | ca. 3 min     | ORF 2           | wird im Rahmen des Frühstücksfernsehens Guten Morgen Österreich gesendet, Ausgabe um 08:30 Uhr wird auch von 3sat übertragen                                                                |
| ZIB ZACK Mini | MO-FR, 08:15                                                      | ca. 4 min     | ORF 1           | Kindernachrichten |
| ZIB 09:00     | MO–SO, 09:00                                                      | 5–8 min       | ORF 2           | wird auch von 3sat übertragen |
| ZIB 11:00     | SO, 11:00                                                         | ca. 4 min     | ORF 2           | wird direkt vor der Pressestunde und der Runde der Chefredakteure übertragen |
| ZIB 13:00     | MO–SO, 13:00                                                      | 10–15 min     | ORF 2           | wird am Wochenende auch von 3sat übertragen, Börsenzahlen werden präsentiert |
| ZIB 17:00     | MO–SO, 17:00                                                      | 5–7 min       | ORF 2           | wird von einem ZIB-1-Moderator moderiert |
| ZIB 1         | MO–SO, 19:30                                                      | 15–20 min     | ORF 1 und ORF 2 | Doppelmoderation, wird auf ORF 2 Europe und auf ORF ON in Gebärdensprache ausgestrahlt |
| ZIB Magazin   | MO-SO, 20:00                                                      | ca. 6 min     | ORF 1           | Hintergrundberichte zu aktuellen Themen |
| ZIB 2         | MO–FR, 22:00                                                      | 25 min        | ORF 2           | wird auch von 3sat übertragen, bei besonderen Ereignissen verlängert |
| ZIB 2         | SO, 21:50                                                         | 20 min        | ORF 2           | direkt vor Im Zentrum |
| ZIB 2 Spezial | SA, SO und feiertags bei besonderen Ereignissen                   | ca. 35 min    | ORF 2           | unregelmäßig immer bei Anlässen von besonders hoher Relevanz (z. B. an Wahlsonntagen) |
| Spät-ZIB      | SA und feiertags, 21:45                                           | 5 min         | ORF 2           | wird von einem ZIB-1-Moderator moderiert |
| ZIB flash     | MO–SO, zwischen 15:00 und 00:00 Uhr                               | 3 min         | ORF 1           | drei Ausgaben: meist zwischen 15:30–16:30, 17:30–18:30 und 21:30–22:30 Uhr, v. a. samstags auch später                                                                                      |
| ZIB 100       | MO–FR, zwischen 17:00 und 17:30 Uhr                               | 100 s         | ORF III         | im Hochformat, untertitelt |
| ZIB Spezial   | bei besonderen aktuellen Ereignissen                              | unbegrenzt    | meist ORF 2     | |
| ZIB 2 History | anlässlich der Jahrestage von besonderen historischen Ereignissen | ca. 25–40 min | ORF 2           | seit 27. Juni 2014: unregelmäßige Termine, aber immer im Anschluss an die ZIB 2 (Dokumentation, kein Nachrichtenformat)                                                                     |
| ZIB Wissen    | MO, 20:15                                                         | ca. 60–70 min | ORF 2           | seit 19. Februar 2024: unregelmäßig; dient als „Zeitfenster“ in die Vergangenheit, um die Zusammenhänge mit der Gegenwart besser zu verstehen und den Fokus auf die Zukunft legen zu können |
| ZIB Talk      | DI, 22:35                                                         | ca. 30 min    | ORF 2           | seit 22. April 2025: wöchentlich; Diskussionssendung mit bundespolitischen Themen |

- Die Hauptausgabe der Zeit im Bild, welche täglich um 19:30 Uhr auf ORF 1 und ORF 2 ausgestrahlt wird, wird seit Jänner 2015 offiziell wieder mit ZIB 1 betitelt und wie bereits zuvor in Doppelmoderation ausgestrahlt. Sie thematisiert aktuelle Nachrichten aus dem In- und Ausland und bietet täglich eine Kulturberichterstattung. Die ZIB 1 wird als einzige Nachrichtensendung des ORF auch in Gebärdensprache produziert. Die Version mit einem Dolmetscher für Gebärdensprache rechts unten im Bild wird auf ORF 2 Europe ausgestrahlt und kann zudem im Internet auf der Plattform ORF ON abgerufen werden. Die Dauer der Sendung liegt immer bei rund 17 Minuten.
- Die ZIB 2 wird von Montag bis Freitag um 22:00 Uhr[22] und sonntags um 21:50 Uhr auf ORF 2 gesendet und auf 3sat durchgeschaltet. Die Ausstrahlung auf 3sat endet um 22:25 Uhr. Auf ORF 2 folgt dann noch ein Hinweis auf die folgenden Sendungen, manchmal werden aber auch noch weitere Beiträge gezeigt.

Die ZIB 2 ist als Journalsendung konzipiert, bei der neben Nachrichten auch Hintergrundberichte, Diskussionen mit Studiogästen und Liveschaltungen gezeigt werden. Die Dauer der Sendung liegt üblicherweise bei 25 Minuten, ist aber nicht so streng wie die der ZiB 1 begrenzt. Bei Bedarf (brisanten Tagesthemen, längeren Studiogesprächen) wird die Sendung um einige Minuten verlängert. Am Samstag wird statt der ZiB 2 eine Spätausgabe der ZiB mit einem der ZiB-1-Moderatoren gesendet. Politiker oder andere Personen mit hoher öffentlicher Aufmerksamkeit werden bei kontroversen Äußerungen sogenannten Faktenchecks unterzogen.
- Die ZIB 3 ist die späteste Ausgabe der ZIB und wird montags bis freitags je nach Ende der vorhergehenden Sendungen beginnend im Zeitraum von circa 22:40 bis 23:20 Uhr auf ORF 1 ausgestrahlt.
- Im Nachmittagsprogramm von ORF 1 gibt es von Montag bis Freitag zwei ZIB-Flash-Sendungen – seit 8. April 2019 üblicherweise um 16:20 Uhr sowie um 17:05 Uhr.
- Zusätzlich strahlt ORF 2 noch weitere Kurznachrichtensendungen unter dem Sendungstitel ZIB mit dem jeweiligen Suffix um 9:00, 13:00 und 17:00 Uhr aus. Die Ausgaben um 9:00 und 13:00 Uhr werden auch von 3sat übertragen. An Sonntagen sendet ORF 2 zusätzlich eine ZIB-Kurzausgabe um 11:00 Uhr, kurz vor der Pressestunde beziehungsweise dem Europastudio.
- Seit 29. März 2016 werden auf ORF 2 montags bis freitags zwischen 6:00 und 8:30 Uhr (seit 21. August 2017 zwischen 7:00 und 9:00 Uhr) im Rahmen des Frühstücksfernsehens Guten Morgen Österreich zu jeder vollen Stunde fünfminütige und zu jeder halben Stunde dreiminütige Kurzausgaben der ZIB gesendet. Diese geben einen Überblick über die wichtigsten aktuellen Themen, welche der Reihe nach in Form untereinander angeordneter Schlagzeilen eingeblendet werden.
- Seit dem 25. April 2016 gibt es zusätzlich von Montag bis Freitag auf ORF III die Kurznachrichten ZIB 100. Diese 100 Sekunden dauernde Sendung wird im Hochformat produziert und ist vollständig untertitelt. Somit eignet sie sich zum Betrachten auf Smartphones und kann während der oft auf ORF III ausgestrahlten Parlamentsdebatten auf einem Teil des Fernsehbildes gesendet werden.[23]

## ZIB Newsroom
Seit der Programmreform des ORF am 10. April 2007 hat die Zeit im Bild mit ihren zahlreichen anderen Nachrichtensendungen ihr Studio komplett umgebaut. Kernelement ist der Tresen, hinter dem die Moderatoren sitzen. Die Studiodekoration besteht im Wesentlichen aus sechs Videowänden – also großen neben- und untereinander zusammengereihten Fernsehern, auf denen die Weltkugel bzw. Grafiken für Wetter etc. gezeigt werden. Bis zum 9. April 2007 wurde der Teil des Newsrooms umgebaut, der sich gegenüber dem im Fernsehen zu sehenden ZiB-Platz befand (vor der Reform waren dort die Kulissen für das „Weltjournal“ und „Thema“ bzw. „Report“ aufgebaut). Mit 10. April 2007 ging dann dieser neu gestaltete Bereich des Newsrooms auf Sendung. In der Übergangsphase vom 10. April 2007 bis zum 6. Jänner 2008 wurde der Newsroom auch auf der anderen Seite umgebaut, wo sich noch das alte ZiB-Studio befand, bis schließlich das heute zu sehende Sechseck entstand.
Heute wird (vom Studio-Eingang aus gesehen) auf der rechten Seite immer die ZIB auf ORF 2 produziert, auf der linken Seite wechseln sich die Sendungen Mittag in Österreich und Aktuell in Österreich, Orientierung, das Volksgruppenmagazin Heimat Fremde Heimat, das Hohe Haus sowie die Pressestunde und das Europastudio ab. Seit Jänner 2015 wird die linke Seite darüber hinaus auch für die Produktion der ZIB-Ausgaben verwendet.
Aufgrund von Beschwerden seitens der Zuseher wurde der Hintergrund mit der Weltkugel ab dem 7. Jänner 2008 im neuen Sendebereich etwas abgeändert. Die Zuseher fühlten sich von Streifen, die von oben nach unten durch den Hintergrund gingen, gestört bzw. abgelenkt. Ab 8. April 2009 machten auch die ZIB-Sendungen auf ORF 1 mit.
Seit 8. April 2019 werden alle ORF 1-Informationssendungen aus einem neuen Studio gesendet. Unter dem Motto „ORF 1 beweist Ecken und Kanten“ sind die einzelnen Elemente rechteckig beziehungsweise quadratisch ausgeführt. Der Titel unterhalb der auf den Videowänden eingeblendeten Bilder erscheint separat auf den mit Bildflächen ausgestatteten länglichen Pulten in weißer Schrift auf rotem Hintergrund. Ansonsten dominiert für die ZIB-Sendungen weiterhin der türkisblaue Farbton im Hintergrund. 2022 wurde ein neuer multimedialer Newsroom auf zwei Etagen bezogen. An Arbeitsplätzen für 360 Journalisten werden täglich rund 100 verschiedene Angebote für Hörfunk, Fernsehen und Internet produziert oder beliefert.

## ZIB-Moderatoren

### Aktuelle Moderatoren
| seit | Moderator                 | Sendung |
| ---- | ------------------------- | --- |
| 1995 | Manfred Bauer             | Wetter ORF 2 |
| 2012 | Nadja Bernhard            | ZIB 1, ZIB 17:00, Spät-ZIB und ZIB WISSEN; 2021: vertretungsweise ZIB Flash; bis 2018 auch: ZIB 9:00, ZIB 11:00, ZIB 13:00 und ZIB 2 (Ersatz-Moderatorin) |
| 1998 | Dieter Bornemann          | Wirtschaftsteil ZIB 13:00; 2002–2004 ZIB 3; 2003: ZIB 2 und Spät-ZIB |
| 2022 | Kaspar Fink               | Wirtschaftsteil ZIB 13:00 |
| 2013 | Sigi Fink                 | seit März 2022: Wetter ORF 2; 2013–2018: Wetter ORF 1 |
| 2022 | Paul Fleischanderl        | ZIB Flash und ZIB 100; 2023–2024: ZIB 3 |
| 2019 | Mariella Gittler          | ZIB Magazin und ZIB ZACK; 2019–2020: ZIB 18, ZIB 20, ZIB Nacht und ZIB Flash |
| 2021 | Madeleine Gromann         | ZIB 100 und ZIB Flash |
| 2002 | Susanne Höggerl           | 2014–2015 und seit 2017: ZIB 1, ZIB 17:00 und Spät-ZIB; 2021: vertretungsweise ZIB Flash; 2010–2014 und 2015–2017: ZIB-Kurzausgaben in „Guten Morgen Österreich“, ZIB 9:00, ZIB 11:00 und ZIB 13:00 |
| 2023 | Carl Johann Holzer        | ZIB 100 und ZIB Flash |
| 1995 | Christa Kummer            | Wetter ORF 2 |
| 2019 | Margit Laufer             | seit 2022: ZIB 2, ZIB 2 History, ZIB 2 Spezial, vertretungsweise ZIB Flash; bis 2021: ZIB-Kurzausgaben in „Guten Morgen Österreich“, ZIB 9:00, ZIB 11:00 und ZIB 13:00; seit Sommer 2021 bereits vertretungsweise ZIB 2; Dezember 2024: vertretungsweise ZIB 1 (von 26. Juli 2022 bis 14. September 2023 in Karenz) |
| 2001 | Tarek Leitner             | ZIB 1, ZIB 17:00, Spät-ZIB, ZIB WISSEN und ZIB Talk; 2021: vertretungsweise ZIB Flash; bis 2019 und Sommer 2024: ZIB 2 (Ersatz-Moderator) |
| 2020 | Stefan Lenglinger         | ZIB 100 und ZIB Flash; seit 15. Dezember 2021 auch ZIB-Kurzausgaben in Guten Morgen Österreich, ZIB 9:00, ZIB 11:00, ZIB 13:00 und ZIB Talk; Aug. 2024 und seit Februar 2025: ZIB 2 (Ersatz-Moderator); 2023–2024: ZIB 3                                                                                            |
| 2013 | Gerhard Maier             | ZIB Magazin und ZIB ZACK; bis 2020 auch ZIB 18, ZIB Nacht und ZIB Flash |
| 2022 | Philipp Maschl            | ZIB Magazin und ZIB ZACK |
| 2022 | Lillian Moschen           | ZIB Magazin |
| 2022 | Kathrin Pollak            | ZIB 100 und ZIB Flash; 2023–2024: ZIB 3 |
| 2019 | Tobias Pötzelsberger      | seit Mai 2020: ZIB 1, ZIB 17:00 und Spät-ZIB; bis 2020: ZIB 9:00, ZIB 11:00, ZIB 13:00; 2021: vertretungsweise ZIB Flash |
| 2022 | Rebekka Salzer            | ZIB-Kurzausgaben in „Guten Morgen Österreich“, ZIB 9:00, ZIB 11:00, ZIB 13:00; seit Juli 2022 vertretungsweise ZIB Flash |
| 2022 | Fanny Stapf               | ZIB Magazin und ZIB ZACK |
| 2020 | Kristina Stiller          | Wirtschaftsteil ZIB 13:00 |
| 2022 | Simone Stribl             | ZIB-Kurzausgaben in „Guten Morgen Österreich“, ZIB 9:00, ZIB 11:00, ZIB 13:00 und ZIB Talk |
| 2016 | Peter Teubenbacher        | ZIB-Kurzausgaben in „Guten Morgen Österreich“, ZIB 9:00, ZIB 11:00, ZIB 13:00; vertretungsweise ZIB Flash, ZIB 3, ZIB 17:00 und ZIB 1 |
| 2019 | Martin Thür               | ZIB 2, ZIB 2 History, ZIB 2 Spezial; 2023: ZIB 3 und ZIB Flash |
| 2022 | Alexandra Maritza Wachter | ZIB-Kurzausgaben in „Guten Morgen Österreich“, ZIB 9:00, ZIB 11:00, ZIB 13:00 und ZIB Talk |
| 2004 | Marcus Wadsak             | Wetter ORF 2 |
| 2002 | Christiane Wassertheurer  | ZIB 100 und ZIB Flash; 2023–2024: ZIB 3 |
| 2019 | Katja Winkler             | Wirtschaftsteil ZIB 13:00; 2022–2024: auch ZIB Flash, vertretungsweise ZIB 9:00, ZIB 11:00 und ZIB 13:00; |
| 1998 | Armin Wolf                | seit 2002: ZIB 2, ZIB 2 History, ZIB 2 Spezial; 1998–2001: ZIB 3 |
| 2004 | Marie-Claire Zimmermann   | 2007–2010 und seit 2022: ZIB 2, ZIB 2 History, ZIB 2 Spezial; 2004–2007 ZIB 3; 2010–2017: ZIB 1, ZIB 17:00, ZIB 100 und Spät-ZIB; 2017–2021 ZIB 9:00, ZIB 11:00 und ZIB 13:00; Nov. 2024: vertretungsweise ZIB 1 |

### Ehemalige Moderatoren
- Roland Adrowitzer (2001–2002 ZIB 2)
- Angelika Ahrens (1999–2017, Börsenleiste ZIB 13:00)
- Gertrude Aubauer (1986–1994 ZIB 1)
- Amira Awad (2020–2023 ZIB 100, ZIB 3, ZIB 18, ZIB Nacht und ZIB Flash)
- Annemarie Berté (1975–… ZIB 2 und Sendeschluss-Nachrichten)
- Josef Broukal (1977–1981 und 1984–… ZIB 2, 1986–2002 ZIB 1)[29][30]
- Margit Czöppan
- Klaus Edlinger (1990er ZIB 1 und Spät–ZIB)
- Matthias Euba (2002–2013 ZIB-Flash, ZIB20 und ZIB24)
- Birgit Fenderl (1998–2004 ZIB 3, 2004–2018 ZIB 9:00, 11:00, 13:00)
- Peter Fichna (1931–2021) (1959–1975 ZIB)
- Gabriele Flossmann (1976–1996 Kulturmeldungen in der ZIB 1)
- Eugen Freund (1986–1987 ZIB 2, 2011–2013 ZIB 1 und vertretungsweise ZIB 2)
- Thomas Fuhrmann (ZIB 2)
- Lisa Gadenstätter (2006–2019 ZIB Flash, 2007–2019 ZIB 20 und ZIB 24)
- Stefan Gehrer (2002–2003 und 2018 ZIB 1, 2008–2018 ZIB 9:00, 11:00, 13:00)
- Ernst Gelegs (1992–1996 ZIB 9:00, ZIB 13:00, Spät-ZIB)
- Herbert Gnedt
- Gerald Groß (2001–2011 ZIB, 2001–2002 ZIB 2, 2002–2011 ZIB 1)[31][32]
- Stefan Hartl (2018–2020 Wirtschaftsteil ZIB 13:00, 2020–2021 ZIB-Kurzausgaben in Guten Morgen Österreich, ZIB 9:00, ZIB 11:00 und ZIB 13:00)
- Rainer Hazivar (2010–2018 ZIB, 2014–2018 ZIB 1 und vertretungsweise ZIB 2)
- Hans Georg Heinke (1975–2008 ZIB, 1980–1995 ZIB 1)[33]
- Robert Hochner (1979–2001 ZIB 2)
- Gerhard Jonas (Sendeschluss-Nachrichten und Offsprecher von Kurznachrichten in der ZIB 1)
- Herbert Kragora
- Yvonne Lacina (2012–2013 ZIB Flash)
- Hans Lazarowitsch[34]
- Walter Richard Langer (1965–1995 ZIB, Kurznachrichten in der ZIB 1 und Sendeschluss-Nachrichten)
- Walter Lehr (1980er Kulturmeldungen in der ZIB 1)
- Frank Lester (1968–… ZIB)
- Lou Lorenz-Dittlbacher (1999–2003 ZIB 3 Newsline; 2003 ZIB 9:00, ZIB 13:00 und ZIB 17:00; 2004–2007 ZIB 3; 2007–2010 ZIB 20 und ZIB 24; 2010–2021 ZIB 2, ZIB 2 History, ZIB 2 Spezial)[35]
- Rosa Lyon (2016–2023 ZIB-Kurzausgaben in „Guten Morgen Österreich“, ZIB 9:00, ZIB 11:00 und ZIB 13:00)
- Johannes Marlovits (2014–2019 ZIB 9:00, 11:00, 13:00; 2019–2020, ZIB 1, ZIB 17:00, Spät-ZIB)
- Gerlinde Maschler (Mai 1991–1995 ZIB-Kurzausgaben und Sendeschluss-ZIB / Spät-ZIB)
- Horst Friedrich Mayer (1977–1997 ZIB 1)
- Tiba Marchetti (2000–2010 ZIB)
- Rainer Mostbauer (2016 ZIB-Kurzausgaben in „Guten Morgen Österreich“, ZIB 9:00, ZIB 11:00 und ZIB 13:00)
- Werner Mück (1990er ZIB 13:00 und ZIB zum Sendeschluss)
- Rudolf Nagiller (198?–1986 ZIB 2)
- Hubert Nowak (1989–2002 Spät–ZIB)
- Elmar Oberhauser (1989–1995 ZIB 2)
- Patricia Pawlicki (1990er Spät-ZIB)
- Jürgen Pettinger (2019-2021 ZIB 18, ZIB 100, ZIB Nacht und ZIB Flash)
- Maria Piffl (Sendeschluss-Nachrichten)
- Wolfram Pirchner (1993–1995 ZIB 1)
- Peter Pirker (ZIB 2)
- Teddy Podgorski (ZIB, Vertretung für Kragora)
- Gerd Prechtl (1964–…; ZIB2–Start)[34]
- Andrea Puschl (1998–2003 ZIB)
- Heribert Queste (Sendeschluss-Nachrichten)
- Roman Rafreider (2020–2021: ZIB 100, ZIB Nacht und ZIB Flash); 1999–2002 ZIB 3, 2007–2018 ZIB 20 und ZIB 24 / ZIB Flash (an Sams-, Sonn- und Feiertagen)
- Georg Ransmayr (201?–2020 Wirtschaftsteil ZIB 13:00)
- Ricarda Reinisch
- Wolfgang Riemerschmid
- Liliane Roth-Rothenhorst (1990er – 2000er Spät-ZIB)
- Annette Scheiner (1989–2002 ZIB)
- Roland Schmidl (1980er –1990er ZIB und ZIB 1)
- Günter Schmidt (1972–1992)
- Dieter Seefranz (Zehn vor zehn 1975–1980 und 1983 ZIB 2)
- Helmut Sigmund
- Herbert Slavik
- Danielle Spera (1988–2010 ZIB 1)
- Clarissa Stadler (1999–2007 ZIB)
- Alfred Stamm (Zehn vor zehn, 1980er ZIB 1, 1990er– 2000er ZIB 9:00, 11:00, 13:00)
- Ursula Stenzel (Februar 1975–1995 ZIB 1 und ZIB 2)
- Hans Paul Strobl (Zehn vor zehn)
- Ingrid Thurnher (1995–2007 und 2009–2010 ZIB 2, 2007–2008 ZIB 1, 2008–2016 Runder Tisch)
- Martin Traxl (1995–1997 Kulturnachrichten, 1998–2002 ZIB 1)[36]
- Claudia Unterweger (2011–2013 ZIB-Flash)
- Christoph Varga (2002–2022 Wirtschaftsteil ZIB 13:00)
- Hannelore Veit (1993–2002 und 2008–2012 ZIB 1, 2002–2008 ZIB)
- Gerhard Vogl (1976–1980er ZIB 1 und ZIB 2)
- Cornelia Vospernik (1999 Spät-ZIB und 2002 ZIB 1 als Karenzvertretung für Spera)[37]
- Wolfgang Wagner (2000 Spät-ZIB)
- Herbert Weissenberger (1938–2023) (1980er ZIB 1)
- Günther Ziesel (1975–1981 ZIB 2)

### Ehemalige Wettermoderatoren
- Eser Akbaba (Wetter ORF 1, 2013–2020)
- Carl-Michael Belcredi (1982–1999)
- Johannes Czernin (1982–199?)
- Herbert Kartas (1988–1996)
- Bernhard Kletter (1982–2014)
- Leopold Kletter
- Isabella Krassnitzer (1995–2004)
- Michael König
- Heinz Reuter
- Alfred Robinek (Wetterfrosch Quaxi (Mini-ZIB))
- Jesse Schwarz (Wetter ORF 1, 2019–2020)

## Auszeichnungen
Im März 2012 erhielten Redakteure der ZIB den Concordia-Preis für Pressefreiheit und den Deutschen Webvideopreis 2012 in zwei Kategorien. Anlass war ein Protestvideo gegen politische Einflussnahme auf den ORF, das die Redakteure auf YouTube veröffentlicht hatten.

## Einschaltquoten
Als Hauptnachrichtensendung hat die ZIB 1 in Abhängigkeit von der Nachrichtenlage immer wieder sehr hohe Einschaltquoten. Die reichweitenstärkste aller Fernsehsendungen im Teletest seit der Einführung der elektronischen Messung im Jahre 1991 ist die ZIB-1-Ausgabe vom 24. November 2002, dem Tag der Nationalratswahl 2002 mit einer Durchschnittsreichweite von 2,6 Millionen.